# Орлов, Борис Николаевич (поэт)
Бори́с Никола́евич Орло́в (псевдоним «Сарапулец»; 15 [27] мая 1872 или 1871, Сарапул, Вятская губерния — 10 [23] декабря 1911) — русский поэт и художник. Жил в Перми.

## Биография
Родился в Сарапуле 15 (27) мая 1872 года (по другим данным — 1871).
Как художник-график выполнял пейзажи, портреты, карикатуры, обложки своих поэтических сборников.
Активно участвовал в революции 1905 года, подвергался репрессиям.
Скончался в тюрьме 10 (23) декабря 1911 года.